# Майнкаптал
Майнкаптал — річка на північному заході  Камчатського краю в Росії.
Довжина річки — близько 18 км. Протікає територією Тигільського району  Камчатського краю. Впадає в затоку Шеліхова  Охотського моря.

## Дані водного реєстру
За даними державного водного реєстру Росії відноситься до Анадир-Колимського басейнового округу.
За даними геоінформаційної системи водогосподарського районування території РФ, підготовленої Федеральним агентством водних ресурсів:
- Код водного об'єкта в державному водному реєстрі — 19080000112120000038154
- Код за гідрологічною вивченістю (ГВ) — 120003815
- Номер тому з ГВ — 20
- Випуск за ГВ — 0